# فيليب دريفوس
فيليب دريفوس (بالفرنسية: Philippe Dreyfus)‏ هو عالم حاسوب فرنسي، ولد في 4 نوفمبر 1925 في باريس في فرنسا، وتوفي في 31 يوليو 2018.